# Centrozaury
Centrozaury to podrodzina dinozaurów z rodziny Ceratopsów. Najczęściej miały róg na nosie.
Do podrodziny (Centrosaurinae) należały następujące rodzaje:

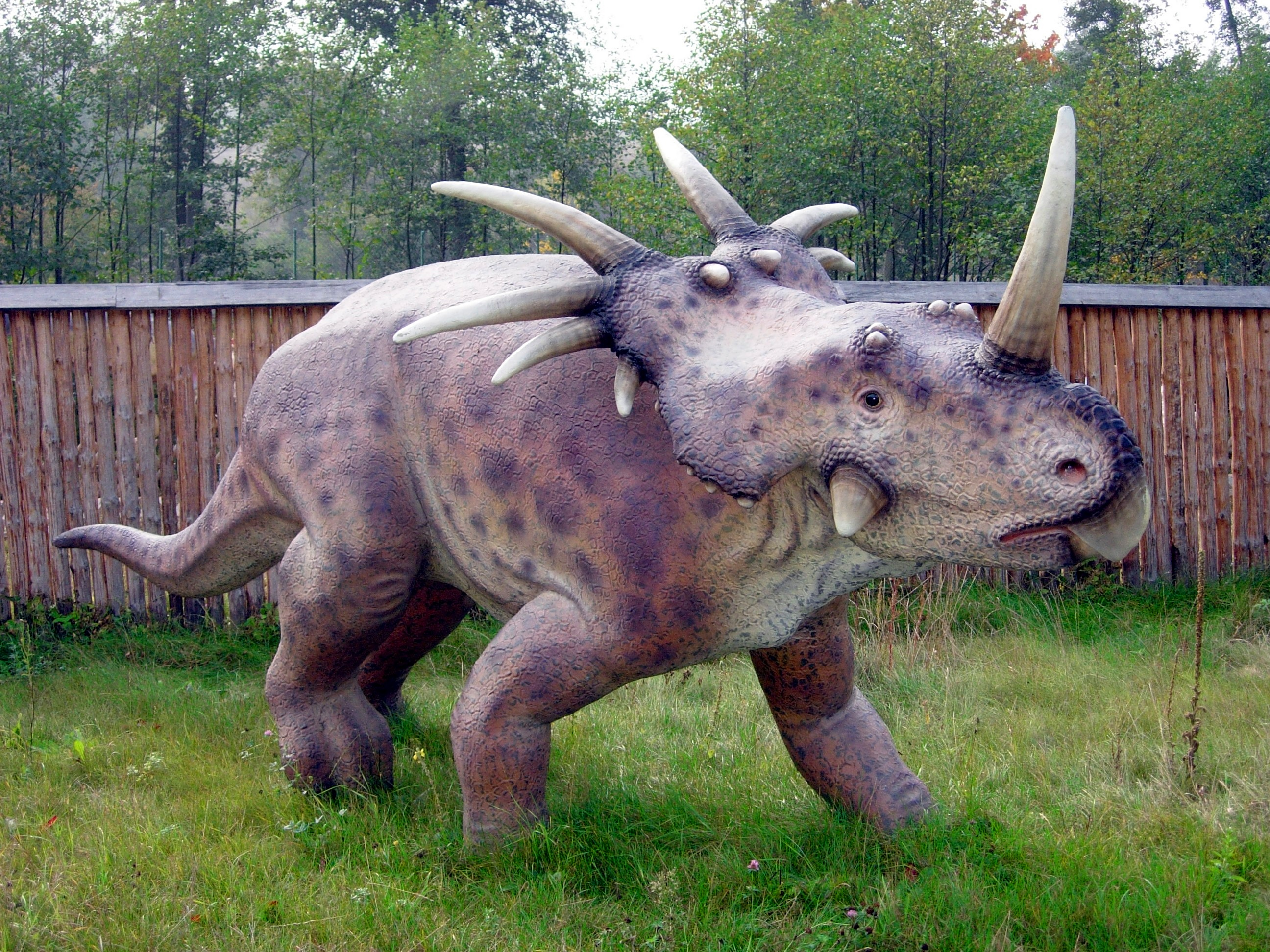
Styrakozaur
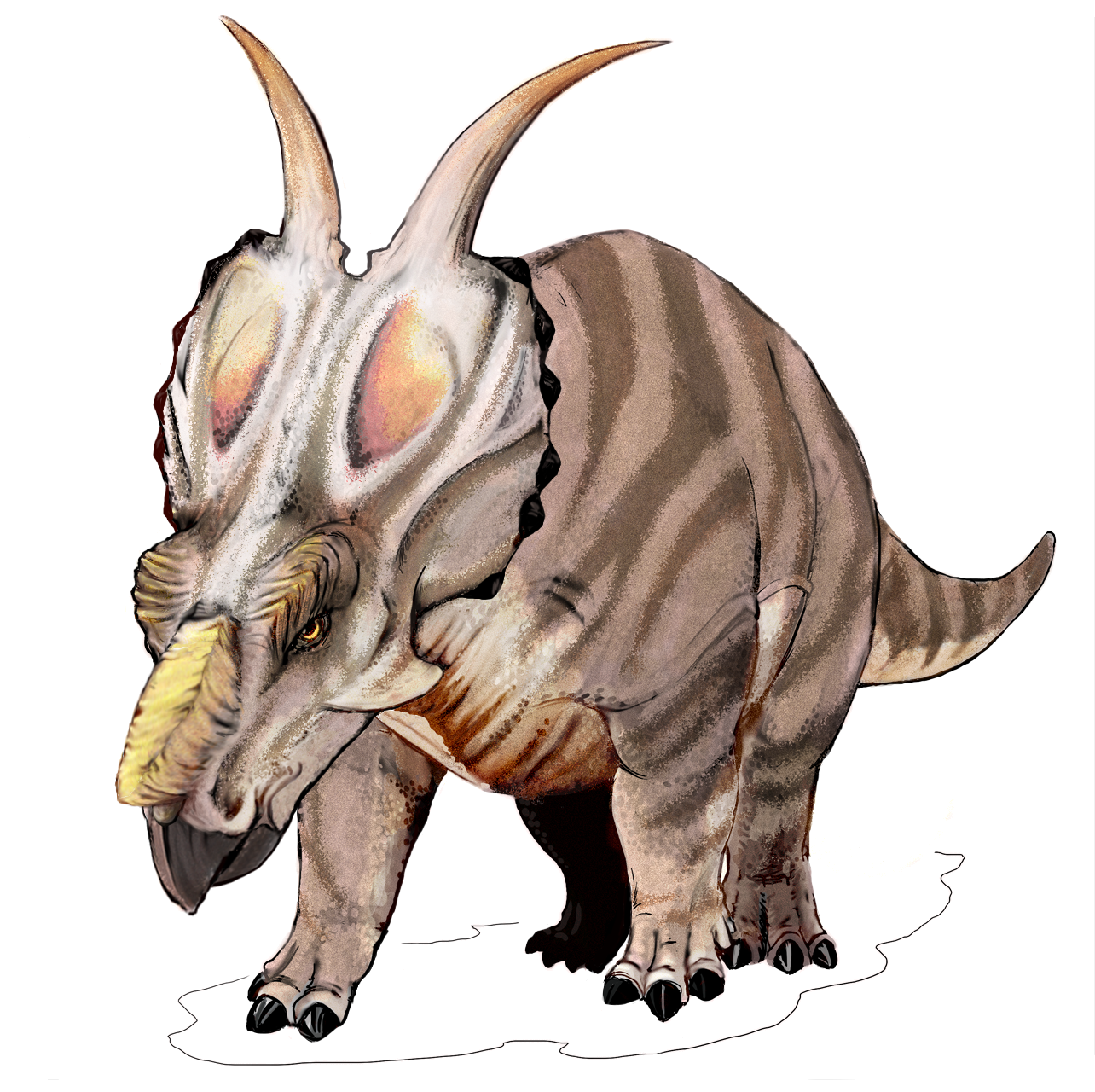
Achelouzaur
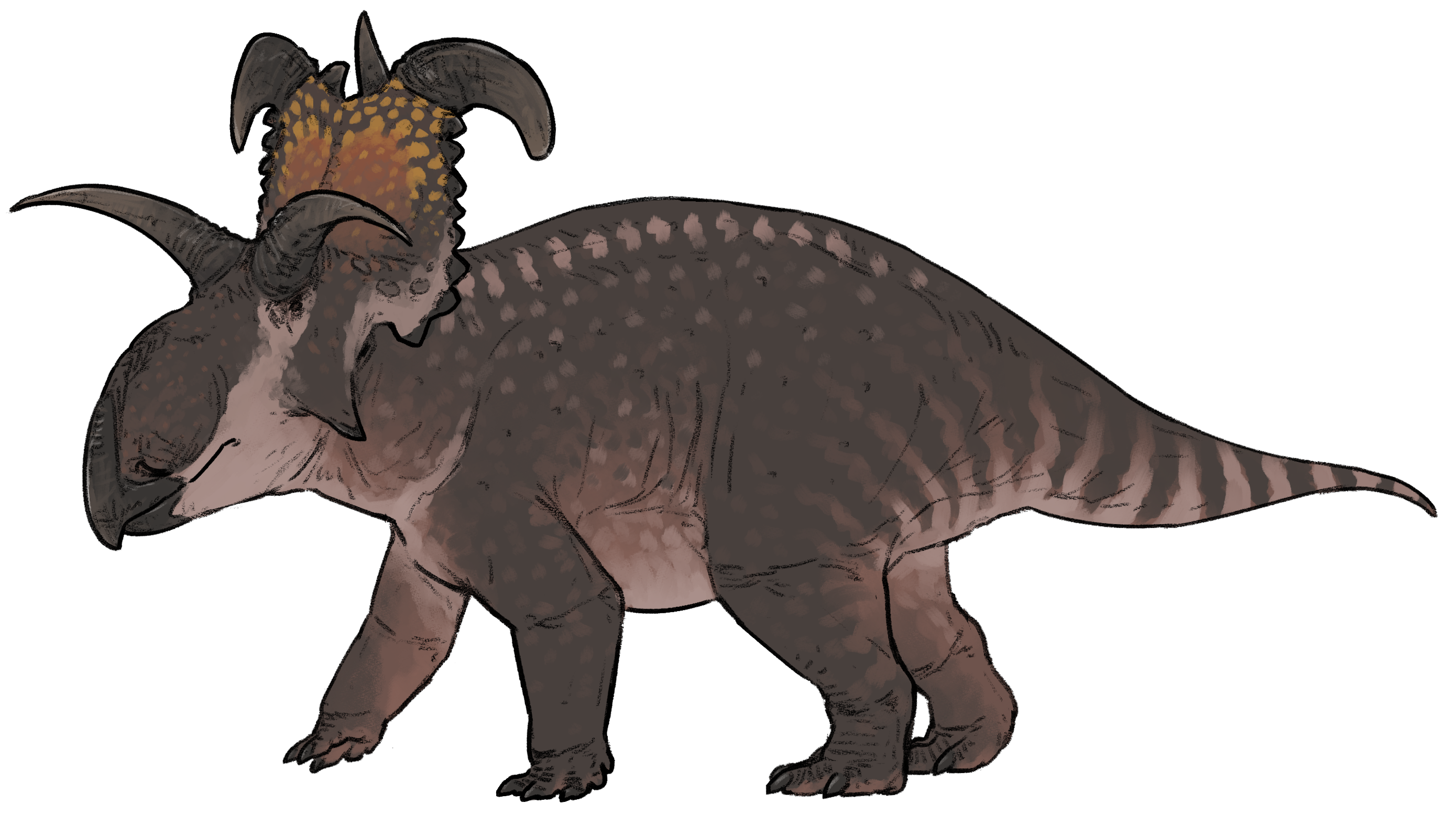
Lokiceratops
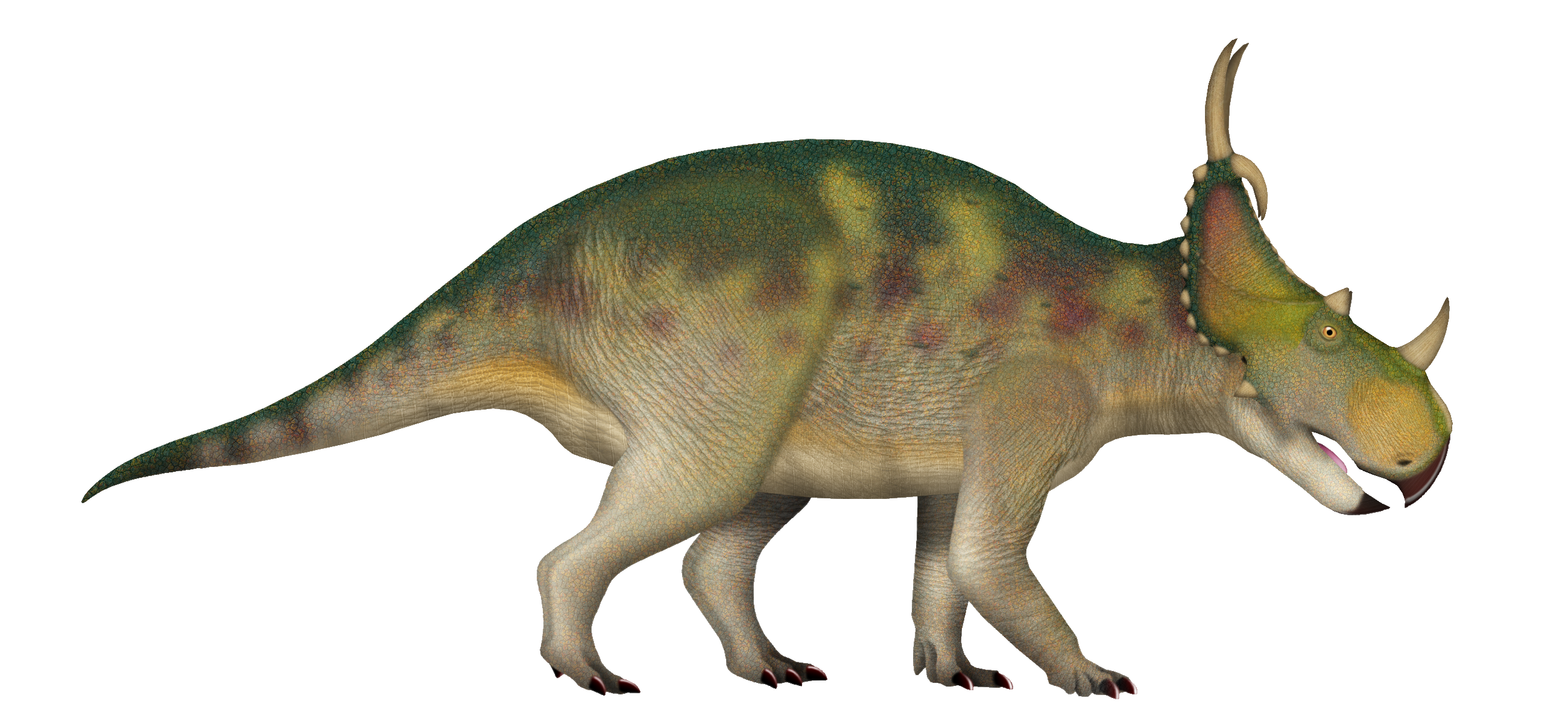
Spinops
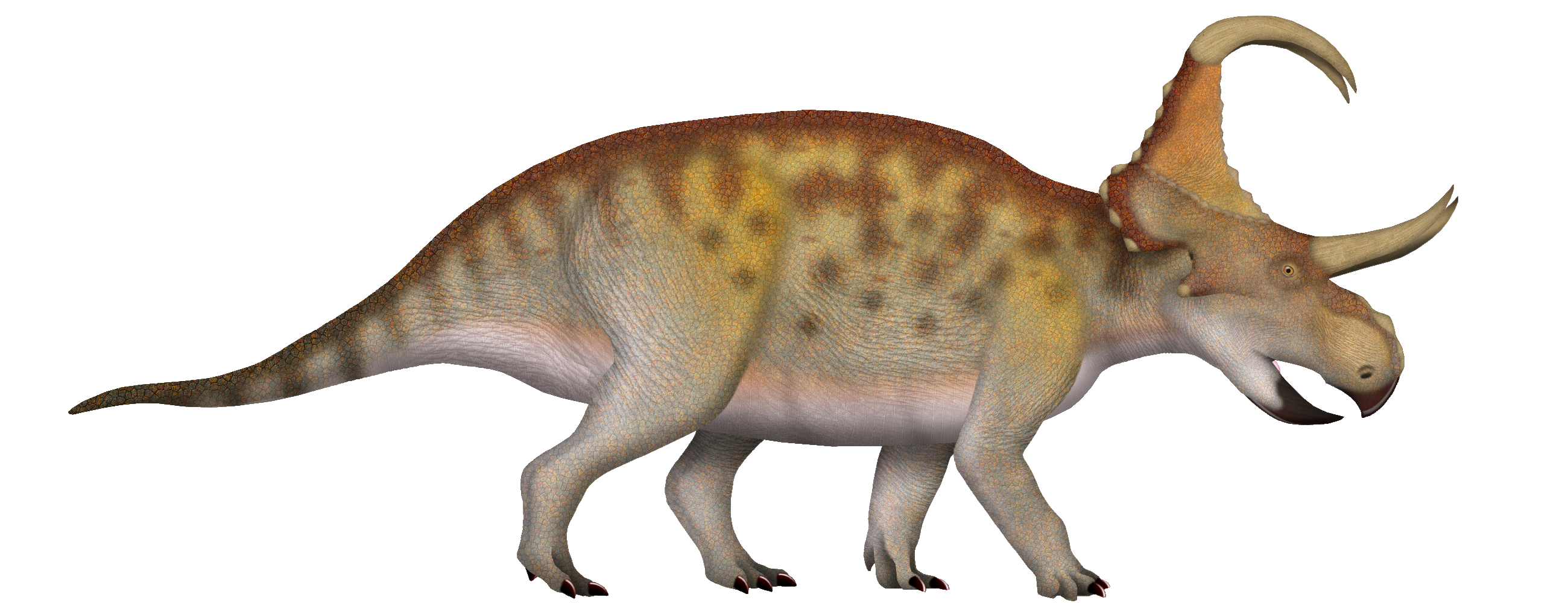

- Achelousaurus
- Albertaceratops
- Avaceratops
- Brachyceratops
- Centrosaurus
- Coronosaurus
- Crittendenceratops[1]
- Diabloceratops
- Einiosaurus
- Furcatoceratops[2]
- Lokiceratops[3]
- Machairoceratops[4]
- Medusaceratops[5]
- Menefeeceratops[6]
- Monoclonius
- Nasutoceratops
- Pachyrhinosaurus
- Rubeosaurus
- Sinoceratops
- Spinops
- Stellasaurus[7]
- Styracosaurus
- ?Turanoceratops
- Wendiceratops[8]
- Xenoceratops
- Yehuecauhceratops[9]

- Styrakozaur
- Achelouzaur
- Lokiceratops
- Spinops